# 落合東朗
落合 東朗（おちあい はるろう、1926年5月4日 -　）は、日本のロシア文学研究者、評論家。
北海道根室市落石生まれ。1945年7月満州ハルビンの関東軍第263部隊に入営。同地で敗戦を迎え、シベリアに抑留。1949年舞鶴に帰還した。1955年早稲田大学第一文学部露文科卒業。早大広報課に勤務、広報課長、早稲田大学出版部代表取締役を務めた。86年退職。ロシア文学などについて著述を行った。

## 著書
- 『エセーニンの生涯』第三文明社 1974
- 『ハルローハ、イキテイル 私のシベリア記』論創社 1982
- 『東方田学校』論創社 1983
- 『コラム・早稲田 えび茶ゾーン’80～’81』早稲田ウィークリー編 早稲田大学出版部 1984
- 『早稲田小事典』藪野健絵 論創社 1984
- 『香月泰男シベリヤ・シリーズを読む』論創社 1985
- 『父の記憶』論創社 1988
- 『タルコフスキーとルブリョフ』論創社 1994
- 『シベリアの『日本新聞』 ラーゲリの青春』論創社 1995
- 『石原吉郎のシベリア』論創社 1999
- 『齢七十、日々是好日』論創社 2001
- 『シベリアの河上肇』論創社 2004

翻訳
- 『ロシア文学全集 第11巻』「マカールの夢」ウラジミール・コロレンコ　修道社 1957